# Demarcació de terres indígenes

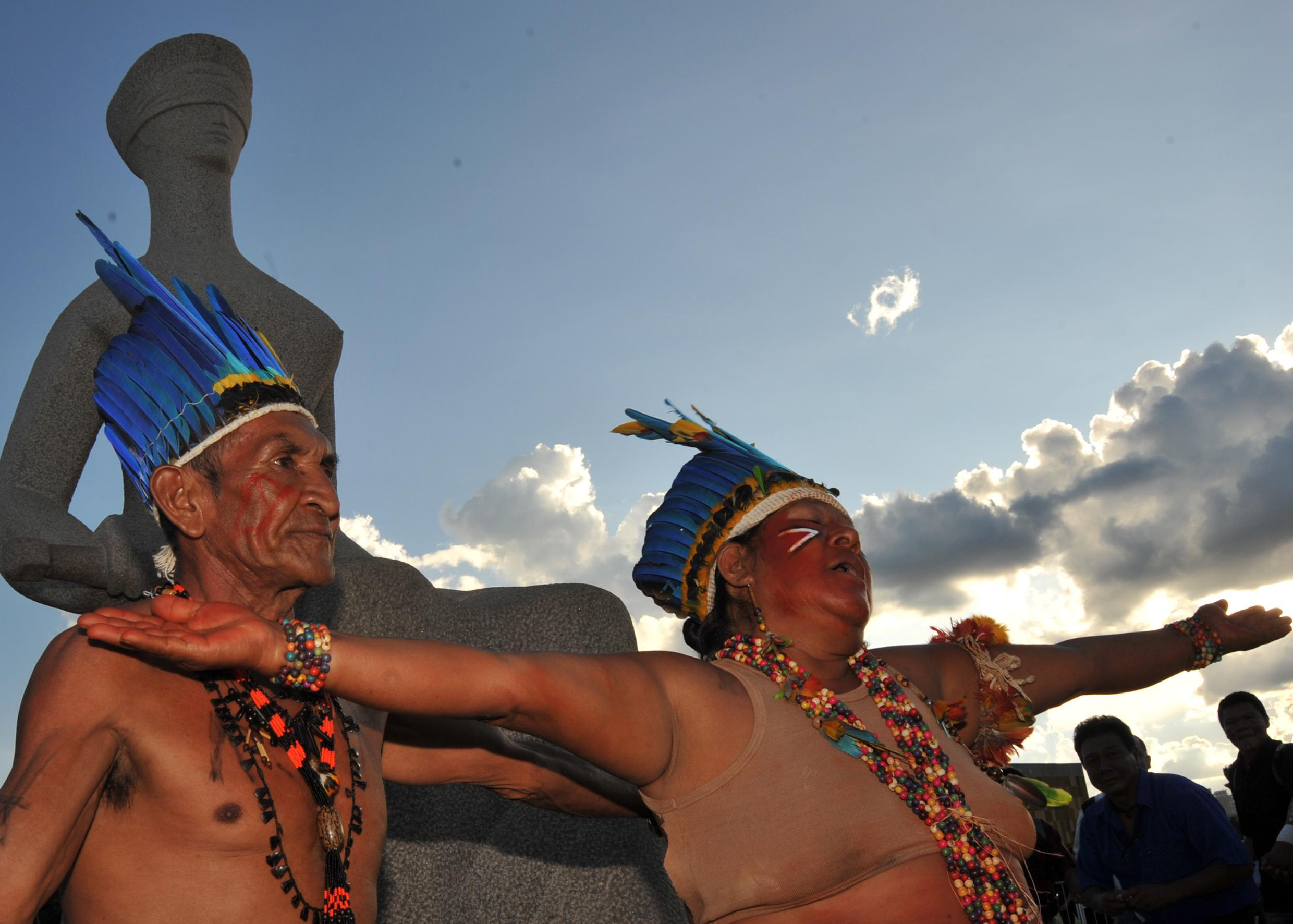
Manifestació a favor de la demarcació de terres indígenes (Brasília, 2009).

La demarcació de terres indígenes és el procés legal i administratiu mitjançant el qual es reconeixen i delimiten les terres ocupades tradicionalment per pobles indígenes, garantint el seu dret al territori. Aquest procediment és essencial per preservar la cultura, els costums i la supervivència de les comunitats indígenes, especialment en països amb una alta diversitat ètnica. El dret al territori constitueix un pilar fonamental, ja que aquestes terres no només representen un espai físic, sinó també una connexió espiritual, cultural i econòmica amb la seva identitat col·lectiva.

## El procés

### Context històric
El reconeixement de les terres indígenes té les seves arrels en els processos històrics que han configurat la relació entre els pobles indígenes i els estats nacionals. A l'Amèrica Llatina, la colonització va comportar una expropiació massiva de terres, l'extermini de poblacions i la marginació social i econòmica de les comunitats indígenes. Aquesta dinàmica es va consolidar durant segles, creant un sistema d'injustícia estructural. Al llarg del segle xx, els moviments indígenes van anar guanyant protagonisme en la lluita pels seus drets, forçant canvis legislatius i constitucionals.

### Procés de demarcació
El procés de demarcació és complex i implica diverses fases interrelacionades. En primer lloc, es duu a terme un estudi detallat sobre l'ocupació històrica i tradicional de la terra per part de les comunitats indígenes. Aquest estudi el realitzen equips multidisciplinaris que inclouen antropòlegs, geògrafs i altres especialistes. Els informes resultants documenten els límits territorials, les característiques culturals i els aspectes socioeconòmics de les comunitats implicades. Posteriorment, aquestes dades són avaluades per les institucions competents, que verifiquen la consistència de l'informe i el validen. Una vegada l'estudi és aprovat, el govern nacional emet una declaració administrativa que formalitza la delimitació de les terres. Aquest acte és seguit pel registre de les terres com a propietat nacional, destinada exclusivament al benefici de les comunitats indígenes. El registre garanteix que aquestes terres no poden ser alienades, ocupades o explotades per interessos externs. No obstant això, el procés s'acompanya sovint de disputes legals i socials, ja que molts grups econòmics i empresarials intenten obstaculitzar o revertir la demarcació.

### Importància de la demarcació

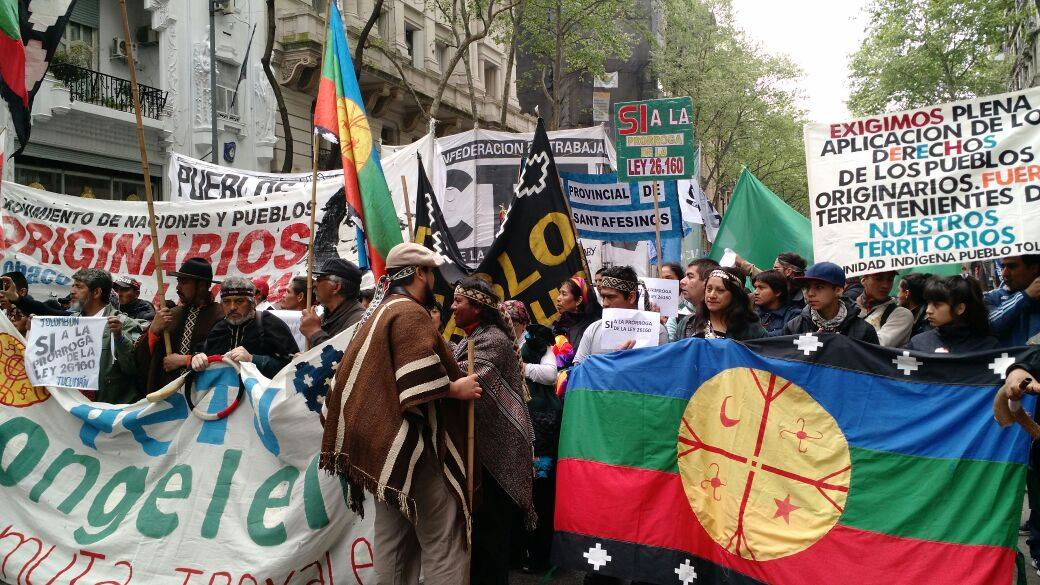
Indígenes exigint la protecció de les seves terres a les portes del Senat de l'Argentina (2017).

La demarcació de terres indígenes té un paper crucial en la defensa dels drets humans i culturals dels pobles originaris. Aquest procés permet que les comunitats preservin les seves formes de vida tradicionals, que inclouen sistemes propis de govern, producció i espiritualitat; a més de la llengua, folclore i tradicions. A més, les terres indígenes són essencials per a la sostenibilitat ambiental, ja que sovint es localitzen en regions de gran biodiversitat. Les comunitats indígenes han demostrat ser guardians efectius del medi ambient, contribuint a la lluita contra el canvi climàtic mitjançant la protecció dels boscos i altres ecosistemes.
La falta de demarcació o la vulneració d'aquestes terres sovint comporta conseqüències devastadores. Els pobles indígenes es veuen exposats a conflictes territorials, desplaçaments i l'erosió de la seva cultura. A més, la destrucció de les terres indígenes té un impacte significatiu en la biodiversitat i els serveis ecosistèmics, afectant no només les comunitats locals sinó també el planeta en general.

## Al Brasil

### Història i estat actual
La història de la demarcació al Brasil és marcada per avanços i retrocessos. Des de l'època colonial fins als temps de la proclamació de la República, es van desplaçar massivament els pobles indígenes, sovint amb violència. Ja al segle xx, la creació del Servei de Protecció als Indis (SPI) el 1910 va ser un intent inicial de regular la relació entre l'Estat i les comunitats indígenes. Tanmateix, aquest organisme va ser substituït el 1967 per la Fundació Nacional de l'Indi (FUNAI), que encara avui dia té un paper central en la coordinació del procés de demarcació. La Constitució Federal del Brasil de 1988 va establir un marc jurídic que reconeixia les terres tradicionalment ocupades pels indígenes com a propietat col·lectiva, assegurant-ne la inalienabilitat i la protecció davant d'interessos externs. La carta magna assignava a l'Estat la responsabilitat de dur a terme el procés de demarcació i garantir-ne la protecció. Aquest mandat s'ha desenvolupat a través de diversos organismes i normes, però també s'ha vist obstaculitzat per interessos econòmics i conflictes socials.
Malgrat tot, la situació actual és preocupant. Molts processos de demarcació estan paralitzats a causa de pressions de l'agroindústria, la mineria i altres sectors econòmics que busquen explotar els recursos naturals presents en aquestes terres. A més, les comunitats indígenes sovint s'enfronten a violència, desplaçaments forçosos i vulneracions dels seus drets. L'administració de Michel Temer i, principalment, la de Jair Bolsonaro van ser particularment crítics amb la demarcació, promovent mesures que van debilitar els mecanismes de protecció territorial. En resposta, les organitzacions indígenes i la societat civil han intensificat les seves accions per defensar els drets territorials. Diversos moviments civils han adquirit un paper fonamental en la denuncia internacional i en la mobilització per exigir avanços en la demarcació. A nivell global, també hi ha hagut suport per part d'organismes com les Nacions Unides i ONG internacionals, que alerten de les greus conseqüències que tindria la desprotecció de les terres indígenes, tant per als pobles originaris com per al medi ambient.

### Llei del Marc Temporal

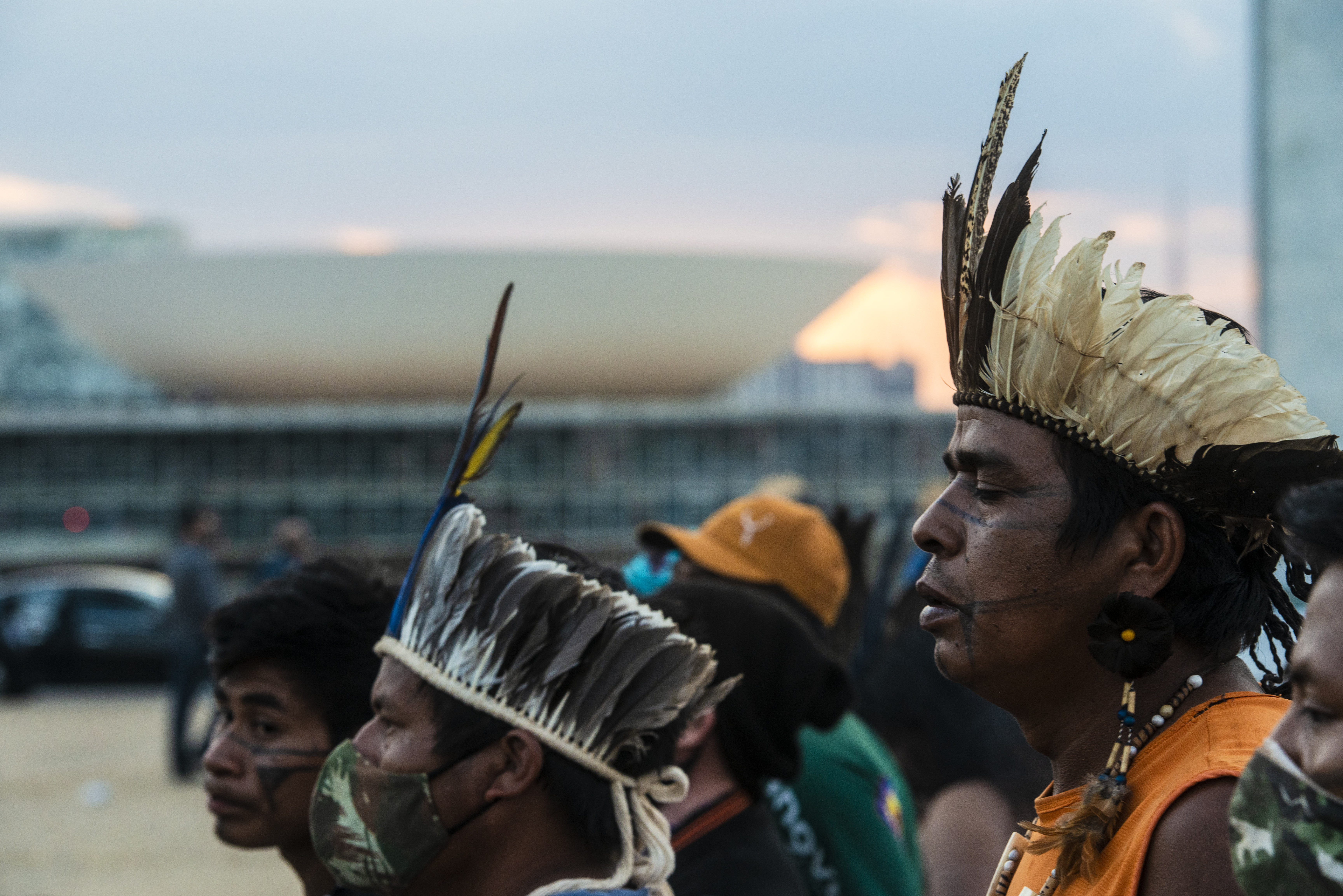
Manifestació davant el Congrés Nacional del Brasil contra el Marc Temporal (2021).

La tesi del marc temporal és una interpretació jurídica que ha esdevingut jurisprudencial, segons la què només es reconeixen els drets territorials dels indígenes sobre les terres que ocupaven físicament o sobre les quals mantenien una disputa judicial abans del 5 d'octubre de 1988, data en què va entrar en vigor la Constitució Federal del Brasil vigent.
El 2022, la Cambra de Diputats, amb majoria dretana, va aprovar la llei que activava el marc temporal, però de seguida va ser suspesa pel Suprem Tribunal Federal (STF), per inconstitucional. El setembre de 2023, el Senat Federal va votar novament a favor de la llei. Un mes després, el president Lula da Silva va emprar el seu dret de vet i va retornar la llei al Congrés. No obstant, l'òrgan legislatiu va refermar la seva posició i va aprovar la llei, que torna a estar activa. L'STF va anunciar que continuaria estudiant les opcions per decretar-ne novament la inconstitucionalitat.
Ha estat àmpliament criticada per organitzacions indígenes, acadèmics i defensors dels drets humans, per desconèixer la realitat històrica i social dels pobles indígenes al llarg dels segles. Moltes comunitats indígenes van ser expulsades de les seves terres per la força o es van veure obligades a fugir per evitar massacres, tant en el període colonial com, més recentment, en el període de la dictadura militar al Brasil (1964-1985). En conseqüència, moltes no estaven en possessió física de les terres ancestrals el 1988. Les crítiques també apunten que la tesi contradiu principis fonamentals del dret internacional, com els establerts al Conveni 169 sobre pobles indígenes i tribals de l'Organització Internacional del Treball, que reconeix el dret a les terres tradicionalment ocupades, independentment de la presència física en un moment específic.